# Volker Blumenthaler
Volker Blumenthaler (* 2. Januar 1951 in Mannheim) ist ein deutscher Komponist.

## Leben
Blumenthaler studierte ab 1969 in Mannheim bei Hans Adomeit (Violoncello) und Hans Vogt (Komposition). 1972 wechselte er an die Hochschule für Musik Köln, um seine Kompositionsstudien bei Jürg Baur fortzusetzen. Violoncello studierte er bei Wolfgang Mehlhorn und Johannes Goritzki. Seine Studien schloss er 1979 mit einem Theorieexamen ab.
Im gleichen Jahr erhielt er einen Lehrauftrag für Theorie an der Hochschule für Musik Köln, den er mit Unterbrechungen bis 1989 ausübte. 1992 wurde er Lehrer für Komposition und Musiktheorie am Meistersinger-Konservatorium Nürnberg (jetzt Hochschule für Musik Nürnberg). 2014 wurde er zum Honorarprofessor der HfM ernannt, seine Lehrtätigkeit in Nürnberg endete 2016. Zu seinen Schülerinnen dort gehörte Karola Obermüller. Gastvorlesungen und Kurse führten ihn nach Taiwan (National Institut of the Arts in Taipei, 1994/95 und TMC International Music Camp, 2011) und in die USA (Harvard University, 1997 und Albuquerque University of New Mexico, 2013). Neben seiner künstlerischen und pädagogischen Tätigkeit publiziert er seit 1993 im Rundfunk (SWR) regelmäßig Kommentare zu Neuer Musik, die unter dem Titel Streifzüge – Kommentare zu Neuer Musik (Pfau Verlag, Saarbrücken, 2000) veröffentlicht wurden.
Die Schwerpunkte seiner kompositorischen Tätigkeit sind die Bereiche der Kammeroper, der Vokalmusik und der Kammermusik. Einen wichtigen Aspekt vertritt dabei seine langjährige Zusammenarbeit mit dem Ensemble Phorminx, dem AsianArt Ensemble Berlin und dem Nürnberger Ensemble Pegnitzschäfer-Klangkonzepte.
Wichtige Anregungen erhielt er noch während des Studiums 1977 durch die Teilnahme am „Cantiere Internazionale d’Arte“ in Montepulciano/Italien, ein Festival das von Hans Werner Henze initiiert wurde. Das für diesen Anlass komponierte Concertino LA FURIA für Violine und Schlagzeug ist eine erste vertiefende Auseinandersetzung mit dem Jazz. Später fanden immer wieder musikalische Grenzüberschreitungen aus der Idiomatik der sog. Neuen Musik heraus statt. Durch seinen Aufenthalt in Taiwan Anfang der 1990er Jahre und auch durch den späteren Kontakt zum CrossSound Festival in Juneau/Alaska begann eine bis heute anhaltende Auseinandersetzung mit asiatischer Musik und deren Instrumenten. So schrieb er ein Konzert für Erhu und Kammermusik für Gayageum und Koto. Während seines Aufenthalts in Taiwan zu Beginn der 1990er Jahre rückte neben der Auseinandersetzung mit asiatischer Kunst der Mythos der Argonautensage in den Blickpunkt künstlerischer Projekte. Jason und Medea wurden dabei im Konfliktfeld der Kulturen betrachtet. In dieser Zeit entstanden mehrere Kompositionen zu diesem Themenkreis (Jason-Studie 1991, Jason-Essay 1993 und die Kammeroper Jason und Medea/Schwarz überwölbt Rot 1995). Die Problematik des Verschwindens – ein weitgreifendes Phänomen der durchkapitalisierten westlichen Sphäre – wurde zu einem weiteren gewichtigen Thema der Jahre ab 1995. Kompositionen wie rooms/räume 1997/98, labili arti 2001, inbilderzerfliessend 2003, Colori di dissidio 2004 sind unterschiedliche Facetten dieser Thematik. Die Beschäftigung mit asiatischen Instrumenten erfuhr eine erneute Vertiefung. Durch die Zusammenarbeit mit dem Asian Art Ensemble Berlin entstand 2010 Approximation. Das Werk Wiese und Aether 2012 reflektiert vor dem Hintergrund der Texte von Hölderlin, Ovid und Flusser die Problematik Mensch und Natur. 2013 vollendete er nach achtjähriger Arbeit den Zyklus voces - fragmentos de mis dias nach Texten des argentinischen Dichters Antonio Porchia. Der jungeChor Nürnberg führte 2013 anlässlich des Gedenkens an Anne Frank die für ihn komponierte Kantate Mein Name ist Anne Frank (Text von Alexander Gruber) mehrfach auf. Die erweiterte Fassung des Werks wurde vom Holocaust Memorial Center in Detroit (USA) und dem Chor und Orchester der Berkley Highschool/Farmington im selben Jahr uraufgeführt. In einem gemeinsamen Projekt zu Verdun mit dem Frankfurter Schriftsteller Otto Winzen bündelt der Komponist fotografische Arbeiten und den eigens dafür komponierten Zyklus altri pensieri für Violoncello Solo 2014 zu einer Trilogie gegen das Vergessen. 2017/2018 entstand der Zyklus Drei Farben für Horn und Violoncello – musikalische Reflexionen zur Kulturgeschichte von Farben, dem Hornisten und Leiter des Nürnberger Ensembles Pegnitzschäfer-Klangkonzepte Wilfried Krüger zum 70. Geburtstag gewidmet. 2018 die Kammeroper Pontormos Schatten (Libretto Vera C. Koin) (UA 2019 Reutlingen), eine szenische Metapher über die gesellschaftliche Verantwortung der Kunst. 2019 Mein Gesicht, dein Gesicht (Text von Otto Winzen), eine facettenreiche biografische Rückschau und Ausblick für Sänger und Ensemble.
Volker Blumenthaler war 1982 Stipendiat der Deutschen Akademie Villa Massimo in Rom. 1987 erhielt er das Bernd-Alois-Zimmermann-Stipendium der Stadt Köln und Kompositionspreise der Städte Stuttgart (1982) und Genf (1987).

## Werke (Auswahl)

### Bühnenwerke
- Deinen Kopf, Holofernes (1986) (Libretto: Otto Winzen) Kammeroper, ca. 65 min.
- Jason und Medea / Schwarz überwölbt Rot (1995) szenische Skizzen für Sopran, Sprecher, Pantomimin und 8 Spieler (fl., cl., pf., perc., vl., va. u. vc.) und Tonband, ca. 50 min.
- ...war ein eigensinnig Kind! (2012) (Libretto: Vera C. Koin) Opernszene nach den Brüdern Grimm, ca. 40 min.
- Pontormos Schatten (2018) (Libretto: Vera C. Koin) Kammeroper nach il libro mio von Pontormo, ca. 50 min.

### Vokalwerke
- Glasnacht (1982) (Otto Winzen) Nachtstücke für Sopran, Flöte, Gitarre, Violoncello und Schlagzeug, ca. 25 min.
- Lover’s maze (1985) (John Donne, William Carlos Williams, James Joyce) three songs for soprano and piano, ca. 11 min.
- rooms / räume - Zyklus (1997/98) (Robert Creeley, Wendy Battin, Martha Collins, Carolyn Forché, John Yau) für Sopran, Flöte(n), Klarinette/Bassklarinette, Schlagzeug, Violine, Violoncello und Klavier, ca. 21 min.
- Gartenstücke (1999/2006). Vier Haikus und ein Epilog. Sopran, Klavier oder Akkordeon. Texte: Matsuo Bashō, Masaoka Shiki, Mokichi Saitō (deutsch von Dietrich Krusche), ca. 10 min.
- hoti chronos (2004) (Offenbarung des Johannes, Petrarca, Hölderlin, Shakespeare, Rimbaud, Nietzsche, Poe) ein musikalischer Kommentar zum Apokalypse-Zyklus von Max Beckmann für Sopran, Flöte, Klarinette, Violine, Violoncello und Klavier, ca. 9 min.
- Mein Name ist Anne Frank (2012) (Alexander Gruber) für Soli, Jugendchor und Orchester, ca. 45 min.
- voces - fragmentos de mis dias (2005–2013) (Antonio Porchia) für Sopran, Violine, Violoncello, Flöte, Klarinette und Schlagzeug, ca. 21 min.
- Dein Gesicht, mein Gesicht (2018–2019) (Otto Winzen) für Sopran, Bariton, Horn, Violoncello und Klavier, ca. 30 min.

### Kammermusik
- Soli
  - Steinbrech ist meine Blume - eine Art Lied (1989) für Violoncello, ca. 9 min.
  - blauschwarz schwebend (1996) für Bassklarinette Solo. ca. 7 min.
  - che sta così (2001) für Kayagûm, ca. 5 min.
  - mao bi (2002) für Erhu solo, ca. 15 min.
  - Colori di dissidio (2004) für Akkordeon, ca. 9 min.
  - Pensieri sparsi e sogni del giorno (2006/2007), Zyklus in 15 Teilen für Violoncello, ca. 75 min.
  - papilio amadei (2009) für Bassettklarinette oder Klarinette in A, ca. 4 min.
  - OT (2012–2014), Stücke für Klavier, ca. 15 min.
  - Gradations (2016) für Kleine Trommel, ca. 6 min.
- Duos/Trios
  - La Furia (1977) Concertino für Violine und Schlagzeug (Drum-set), ca. 11 min.
  - Schattengeburt (1982) Trio für Klarinette, Violine und Violoncello, ca. 14 min.
  - Omoitsutsu ... in Gedanken an... (1994) Gespräche aus der Ferne für Klarinette, Violoncello und Klavier, ca. 13 min.
  - riscalda, ricresce, rigonfia (2002) für Erhu, Violoncello und Kayagûm, ca. 12 min.
  - Drei Farben (2017–2018), Zyklus für Violoncello und Horn, ca. 30 min.
- Quartette
  - Poemas del otoño (1979) hommage à Pablo Neruda für Streichquartett, ca. 32 min.
  - Jason - Studie (1991) Streichquartett, ca. 17 min.
  - labili arti (2001) für Blockflöten (3 Spieler) und Akkordeon, ca. 6 min.
  - Cycle 700 (2014) für Schlagzeug-Quartett, ca. 11 min.

### Große Ensembles
- Colle rondini (1991) Quintett (fl., bcl., git., cb. und perc.), ca. 15 min.
- Jason - Essay (1993) für sieben Spieler (fl., cl., pf., perc., vl., va. und vc.), ca. 10 min. 30
- inbilderzerfliessend (2003) Quintett für Flöte(n), Klarinette (Basskl.), Violine, Violoncello und Klavier, ca. 15 min.
- et homo factus est (2009/2010) hommage à Josquin Desprez für Flöte, Klarinette, Klavier, Violine und Violoncello, ca. 12 min.
- Approximation (2010) hommage à Hans-Jürgen Wenzel für Daegeum, Janggu, Violine, Viola und Violoncello, ca. 9 min.
- Cantico (2016) für Daegeum, Gayageum, Koto, Janggu, Violine, Viola, Violoncello und Kontrabass, ca. 10 min.

### Orchester
- Leviathan (1980/81, revidiert 2004) Sinfonie für großes Orchester, ca. 20 min.
- SPEC (2000) für Erhu Solo, Koto und Kammerorchester, ca. 15 min.
- waves and madrigals (2003) Saxophonzwölftett (3ss-3as-3ts-3bars-1bss) ca. 6 min.
- onda/ombra/orizzonte (2005) für Streichorchester, ca. 12 min.
- shifting lines (2007) für Akkordeon-Orchester, ca. 6 min.

### Sonstiges
- Schriften
  - Streifzüge. Werkkommentare zu neuer Musik. Saarbrücken: Pfau, 2000, ISBN 3-89727-078-1
  - Hrsg. (mit Jeremias Schwarzer): Myriam Marbe. Komponistin zwischen Ritual und Intellekt. Symposiumsbericht Hochschule für Musik Nürnberg/Augsburg 2000, Saarbrücken: Pfau, 2001, ISBN 3-89727-155-9
  - Die Hölderlin-Metapher Aspekte eines Topos in der Musik des späten 20. Jahrhunderts - eine Spurensuche in Kompositionen von Wolfgang Rihm, Nicolaus A. Huber und Luigi Nono, in: Kunstwerk und Biographie. Gedenkschrift Harry Goldschmidt, Berlin: Weidler, 2002, ISBN 3-89693-180-6

- Fotografien
  - Fotografien in: Otto Winzen, Ein Piano im Garten: drei Reisen nach Verdun, Wiesbaden: Edition 6065, 2014, ISBN 978-3-941072-15-2
  - Fotoessay Glückskapsel Amorbach, in: Otto Winzen, Adornos Nachbar. Erzählung, Wiesbaden: Edition 6065, 2015, ISBN 978-3-941072-16-9
  - Fotografien in: Otto Winzen, Camilla auf meinen Füßen, Erzählungen, Berlin: MundoNet Publishers, 2016, ISBN 978-3-939939-03-0
  - Fotoessay Zeitschneise, in: Otto Winzen, Ein Haus in Berlin. Erzählungen, Berlin: MundoNet Publishers, 2019, ISBN 978-3-939939-07-8
  - Fotoessay Vermintes Gelände, in: Otto Winzen, Der letzte Blick. Erzählungen, Berlin: MundoNet Publishers, 2021, ISBN 978-3-939939-08-5
  - Fotoessay Aliens im Anmarsch oder ein Gedicht als Sixpack, in: Otto Winzen, Das Champagnerreich. Erzählung, Wiesbaden: Edition 6065, 2021, ISBN 978-3-941072-25-1
  - Fotoessay Menetekel aus archaischer Zeit, in: Otto Winzen, Roter Granit, Wiesbaden: Edition 6065, 2022, ISBN 978-3-941072-26-8